# Love. Angel. Music. Baby.
Love. Angel. Music. Baby. ist das erste Studioalbum der US-amerikanischen Pop-Sängerin Gwen Stefani. Es wurde am 23. November 2004 über das Label Interscope Records veröffentlicht.

## Produktion und Gastbeiträge
An der Produktion von Love. Angel. Music. Baby. waren acht Produzenten beteiligt, wobei Nellee Hooper bei der höchsten Anzahl von Liedern mitwirkte (What You Waiting for?, Cool, Luxurious,  The Real Thing & Danger Zone). Dr. Dre und The Neptunes produzierten jeweils lediglich einen Song (Rich Girl bzw. Hollaback Girl). Ebenso waren Jimmy Jam und Terry Lewis an der Produktion von lediglich einem Track beteiligt (Harajuku Girls). 
Auf dem Album befinden sich vier Gastbeiträge von insgesamt drei anderen Künstlern. André 3000 wirkte bei Bubble Pop Electric und Long Way to Go als Gastmusiker mit. Während Eve auf Rich Girl zu hören ist und Slim Thug bei Luxurious in Erscheinung trat.

## Titelliste
| #  | Titel                 | Gastbeiträge | Produzent                              | Länge |
| -- | --------------------- | ------------ | -------------------------------------- | ----- |
| 1  | What You Waiting for? |              | Nellee Hooper                          | 3:41  |
| 2  | Rich Girl             | Eve          | Dr. Dre                                | 3:56  |
| 3  | Hollaback Girl        |              | The Neptunes                           | 3:19  |
| 4  | Cool                  |              | Dallas Austin, Nellee Hooper           | 3:09  |
| 5  | Bubble Pop Electric   | André 3000   | André 3000                             | 3:42  |
| 6  | Luxurious             | Slim Thug    | Nellee Hooper, Tony Kanal              | 4:24  |
| 7  | Harajuku Girls        |              | Jimmy Jam und Terry Lewis, Spike Stent | 4:51  |
| 8  | Crash                 |              | Tony Kanal                             | 4:06  |
| 9  | The Real Thing        |              | Nellee Hooper, Spike Stent             | 4:12  |
| 10 | Serious               |              | Tony Kanal, Spike Stent                | 4:48  |
| 11 | Danger Zone           |              | Nellee Hooper, Dallas Austin           | 3:37  |
| 12 | Long Way to Go        | André 3000   | André 3000                             | 4:34  |

## Kommerzieller Erfolg

### Chartplatzierungen

#### Album
Love. Angel. Music. Baby. debütierte in den Billboard 200 auf Platz sieben. Das Album verkaufte sich in der ersten Woche 309.000 Mal. In der Woche zum 18. Juni 2005 erreichte der Tonträger seine Höchstposition von Platz fünf. In den deutschen Albumcharts stieg Love. Angel. Music. Baby. am 6. Dezember 2004 auf Platz 23 ein und erreichte seine Höchstposition von Platz 11 am 25. Juli 2005. Des Weiteren erreichte Love. Angel. Music. Baby. die Spitze der Charts in Australien.
| ChartsChartplatzierungen       | Höchstplatzierung | Wochen |
| ------------------------------ | ----------------- | ------ |
| Deutschland (GfK)              | 11 (49 Wo.)       | 49     |
| Österreich (Ö3)                | 12 (44 Wo.)       | 44     |
| Schweiz (IFPI)                 | 17 (54 Wo.)       | 54     |
| Vereinigte Staaten (Billboard) | 5 (156 Wo.)       | 156    |
| Vereinigtes Königreich (OCC)   | 4 (59 Wo.)        | 59     |

| ChartsJahrescharts (2004)    | Platzierung |
| ---------------------------- | ----------- |
| Vereinigtes Königreich (OCC) | 79          |

| ChartsJahrescharts (2005)      | Platzierung |
| ------------------------------ | ----------- |
| Deutschland (GfK)              | 31          |
| Österreich (Ö3)                | 44          |
| Schweiz (IFPI)                 | 33          |
| Vereinigte Staaten (Billboard) | 6           |
| Vereinigtes Königreich (OCC)   | 20          |

| ChartsJahrescharts (2006)      | Platzierung |
| ------------------------------ | ----------- |
| Vereinigte Staaten (Billboard) | 98          |

#### Singles
| Jahr | Titel                 | Höchstplatzierung, Gesamtwochen, AuszeichnungChartplatzierungen (Jahr, Titel, , Platzierungen, Wochen, Auszeichnungen, Anmerkungen) | Höchstplatzierung, Gesamtwochen, AuszeichnungChartplatzierungen (Jahr, Titel, , Platzierungen, Wochen, Auszeichnungen, Anmerkungen) | Höchstplatzierung, Gesamtwochen, AuszeichnungChartplatzierungen (Jahr, Titel, , Platzierungen, Wochen, Auszeichnungen, Anmerkungen) | Höchstplatzierung, Gesamtwochen, AuszeichnungChartplatzierungen (Jahr, Titel, , Platzierungen, Wochen, Auszeichnungen, Anmerkungen) | Höchstplatzierung, Gesamtwochen, AuszeichnungChartplatzierungen (Jahr, Titel, , Platzierungen, Wochen, Auszeichnungen, Anmerkungen) | Anmerkungen                                                                   |
| Jahr | Titel                 | DE | AT | CH | UK | US | Anmerkungen                                                                   |
| ---- | --------------------- | --- | --- | --- | --- | --- | ----------------------------------------------------------------------------- |
| 2004 | What You Waiting for? | DE22 (15 Wo.)DE | AT7 (24 Wo.)AT | CH17 (30 Wo.)CH | UK4 Gold · (22 Wo.)UK | US47 Platin · (20 Wo.)US | Erstveröffentlichung: 4. Oktober 2004 Verkäufe: + 1.555.000                   |
| 2004 | Rich Girl             | DE14 (14 Wo.)DE | AT10 (21 Wo.)AT | CH6 (28 Wo.)CH | UK4 Gold · (14 Wo.)UK | US7 ×2Doppelplatin · (27 Wo.)US | Erstveröffentlichung: 13. Dezember 2004 Verkäufe: + 2.485.000; feat. Eve      |
| 2005 | Hollaback Girl        | DE3 Gold · (16 Wo.)DE | AT5 (22 Wo.)AT | CH6 (28 Wo.)CH | UK8 Platin · (19 Wo.)UK | US1 ×6Sechsfachplatin + Platin (Mastertone) · (31 Wo.)US                                                                            | Erstveröffentlichung: 21. März 2005 Verkäufe: + 7.900.000                     |
| 2005 | Cool                  | DE20 (10 Wo.)DE | AT15 (15 Wo.)AT | CH24 (15 Wo.)CH | UK11 Silber · (12 Wo.)UK | US13 Platin · (20 Wo.)US | Erstveröffentlichung: 4. Juli 2005 Verkäufe: + 1.200.000                      |
| 2005 | Luxurious             | DE65 (9 Wo.)DE | AT66 (2 Wo.)AT | CH39 (10 Wo.)CH | UK44 (3 Wo.)UK | US21 Platin · (20 Wo.)US | Erstveröffentlichung: 17. Oktober 2005 Verkäufe: + 1.000.000; feat. Slim Thug |
| 2006 | Crash                 | — | — | — | — | US49 (8 Wo.)US | Erstveröffentlichung: 9. Januar 2006                                          |

### Auszeichnungen für Musikverkäufe
| Professionelle Bewertungen | Professionelle Bewertungen |
| -------------------------- | -------------------------- |
| Kritiken                   |                            |
| Quelle                     | Bewertung                  |
| allmusic                   | [ 16 ]                     |
| The Guardian               | [ 17 ]                     |
| Rolling Stone              | [ 18 ]                     |
| Slant Magazine             | [ 19 ]                     |
| USA Today                  | [ 20 ]                     |

| Land/Region                  | Auszeichnungen für Musikverkäufe (Land/Region, Auszeichnung, Verkäufe) | Verkäufe    |
| ---------------------------- | ---------------------------------------------------------------------- | ----------- |
| Argentinien (CAPIF)          | Gold                                                                   | 20.000      |
| Australien (ARIA)            | 5× Platin                                                              | 350.000     |
| Dänemark (IFPI)              | Gold                                                                   | 20.000      |
| Deutschland (BVMI)           | Gold                                                                   | 100.000     |
| Europa (IFPI)                | Platin                                                                 | (1.000.000) |
| Finnland (IFPI)              | Gold                                                                   | 21.944      |
| Frankreich (SNEP)            | Gold                                                                   | 100.000     |
| Hongkong (IFPI/HKRIA)        | Gold                                                                   | 10.000      |
| Indien (IMI)                 | Gold                                                                   | 30.000      |
| Irland (IRMA)                | 3× Platin                                                              | 45.000      |
| Italien (FIMI)               | Platin                                                                 | 100.000     |
| Japan (RIAJ)                 | Gold                                                                   | 100.000     |
| Kanada (MC)                  | 5× Platin                                                              | 500.000     |
| Malaysia (RIM)               | Gold                                                                   | 10.000      |
| Mexiko (AMPROFON)            | Gold                                                                   | 50.000      |
| Neuseeland (RMNZ)            | 3× Platin                                                              | 45.000      |
| Norwegen (IFPI)              | Platin                                                                 | 40.000      |
| Österreich (IFPI)            | Gold                                                                   | 15.000      |
| Russland (NFPF)              | Platin                                                                 | 20.000      |
| Schweden (IFPI)              | Gold                                                                   | 30.000      |
| Schweiz (IFPI)               | Gold                                                                   | 20.000      |
| Singapur (RIAS)              | Gold                                                                   | 7.500       |
| Südafrika (RISA)             | Gold                                                                   | 25.000      |
| Taiwan (RIT)                 | Gold                                                                   | 15.000      |
| Thailand (TECA)              | Gold                                                                   | 20.000      |
| Ungarn (MAHASZ)              | Gold                                                                   | 3.000       |
| Vereinigte Staaten (RIAA)    | 5× Platin                                                              | 5.000.000   |
| Vereinigtes Königreich (BPI) | 3× Platin                                                              | 900.000     |
| Insgesamt                    | 18× Gold · 28× Platin ·                                                | 7.597.444   |

Hauptartikel: Gwen Stefani/Auszeichnungen für Musikverkäufe